# Карсани
Карсани (груз. კარსანი) — село в Грузии, на территории Мцхетского муниципалитета края (мхаре) Мцхета-Мтианети.

## География
Село находится в центральной части Грузии, к югу от реки Куры, на расстоянии приблизительно 1 километра (по прямой) к югу от города Мцхета, административного центра края и муниципалитета. Абсолютная высота — 741 метр над уровнем моря.

## Население
По результатам официальной переписи населения 2014 года в Карсани проживало 18 человек (7 мужчин и 11 женщин). В национальной структуре населения грузины составляли 100 %.
| Год  | Население, человек |
| ---- | ------------------ |
| 2002 | 9                  |
| 2014 | ↗ 18               |